# Climate of the Past
Climate of the Past est une revue scientifique à comité de lecture en libre accès publiée et diffusée par Copernicus Publications pour le compte de l'Union européenne des géosciences qui en assure la rédaction. Elle traite de paléoclimatologie. La revue est disponible en ligne et en version imprimée. Les articles sont publiés sous la licence Creative Commons Attribution 3.0.

## Thématiques
Climate of the Past de l'histoire du climat de la Terre et de ses changements à toutes les échelles temporelles. L'évolution actuelle du climat et les projections de climats futures ne font pas partie des sujets traités.

## Processus de publication
Le processus d'acceptation et de publication des articles est interactif et se fait en plusieurs étapes :
- Dans un premier temps, les articles passent un examen rapide par des pairs nommés par les directeurs de publication ;
- dans un deuxième temps, ils sont publiés sur le forum du site internet de l'Union européenne des géosciences : EGUsphere. Ils sont ensuite soumis pendant plusieurs semaines à une évaluation publique et interactive par tous les pairs qui le souhaitent, notamment sous forme de commentaires de référents (anonymes ou attribués), de commentaires supplémentaires d'autres membres de la communauté scientifique (attribués) et de réponses des auteurs ;
- enfin, s'ils sont acceptés par la communauté, une version révisée par les auteurs (tenant compte des remarques de l'étape précédente) est publiée dans la revue. Pour assurer la préséance de la publication pour les auteurs et pour fournir un historique vérifiable de la discussion scientifique en ligne, le journal et le forum sont archivés en permanence et entièrement consultables.

## Résumé et indexation
Cette revue est indexée dans les bases de données suivantes:
- CNKI
- Directory of Open Access Journals
- EBSCO
- GEOBASE
- GeoRef
- Journal Citation Reports
- ProQuest
- Science Citation Index Expanded
- Scopus

Selon le Journal Citation Reports, la revue a un facteur d'impact de 4,295 en 2020.